# Copa Federación de Santa Fe 2016
La Copa Federación 2016 fue la décima edición de esa competición oficial, organizada por la Federación Santafesina de Fútbol, en la que participan equipos representantes de las 19 ligas afiliadas a dicha federación.
Consagró campeón al Club Atlético San Jorge, club afiliado a la Liga Departamental de Fútbol San Martín, que logró de esta manera su primer título. Se definió también la clasificación a la Copa Santa Fe 2016.

## Sistema de disputa
Los 16 equipos participantes disputaron una serie de eliminatorias a ida y vuelta, hasta consagrar al campeón. El torneo estuvo compuesto por cuatro etapas: octavos de final, cuartos de final, semifinales y final. Si una serie finalizó empatada en el global, se definió por penales.

## Equipos participantes
| Liga                                             | Equipo                                  | Ciudad                      | Departamento                |
| ------------------------------------------------ | --------------------------------------- | --------------------------- | --------------------------- |
| Asociación Rosarina de Fútbol 1 equipo           | Bartolomé Mitre                         | Pérez                       | Rosario                     |
| Liga Cañadense de Fútbol 1 equipo                | Williams Kemmis                         | Las Rosas                   | Belgrano                    |
| Liga Casildense de Fútbol Sin equipos            |                                         |                             |                             |
| Liga de Fútbol Regional del Sud Sin equipos      |                                         |                             |                             |
| Liga Departamental de Fútbol San Martín 1 equipo | Atlético San Jorge                      | San Jorge                   | San Martín                  |
| Liga Deportiva del Sur 1 equipo                  | San Martín                              | Pavón Arriba                | Constitución                |
| Liga Esperancina de Fútbol 2 equipos             | Defensores del Oeste Sportivo del Norte | Esperanza                   | Las Colonias                |
| Liga Galvense de Fútbol 2 equipos                | Unión Barrio Oeste                      | Bernardo de Irigoyen Gálvez | San Jerónimo                |
| Liga Interprovincial de Fútbol Sin equipos       |                                         |                             |                             |
| Liga Ocampense de Fútbol 1 equipo                | Florencia Cicles                        | Florencia                   | General Obligado            |
| Liga Rafaelina de Fútbol Sin equipos             |                                         |                             |                             |
| Liga Reconquistense de Fútbol 2 equipos          | Nueva Chicago Matienzo                  | Reconquista Romang          | General Obligado San Javier |
| Liga Regional Ceresina de Fútbol 1 equipo        | Sportivo Villa Minetti                  | Villa Minetti               | Nueve de Julio              |
| Liga Regional Paivense de Fútbol 1 equipo        | Estrellas de Talleres                   | Laguna Paiva                | La Capital                  |
| Liga Regional Sanlorencina de Fútbol 1 equipo    | Colón                                   | San Lorenzo                 | San Lorenzo                 |
| Liga Regional Totorense de Fútbol 1 equipo       | Juventud Unida                          | Barrancas                   | San Jerónimo                |
| Liga Santafesina de Fútbol 1 equipo              | Cosmos                                  | Santa Fe                    | La Capital                  |
| Liga Venadense de Fútbol Sin equipos             |                                         |                             |                             |
| Liga Verense de Fútbol Sin equipos               |                                         |                             |                             |

## Fase eliminatoria

### Cuadro de desarrollo
|  | Octavos de final            | Octavos de final            | Octavos de final            | Octavos de final            |   |                    | Cuartos de final    | Cuartos de final    | Cuartos de final    | Cuartos de final    |  |                    | Semifinales                 | Semifinales                 | Semifinales                 | Semifinales                 |  |             | Final            | Final            | Final            | Final            |  |
|  | 31 de enero al 9 de febrero | 31 de enero al 9 de febrero | 31 de enero al 9 de febrero | 31 de enero al 9 de febrero |   |                    | 14 al 24 de febrero | 14 al 24 de febrero | 14 al 24 de febrero | 14 al 24 de febrero |  |                    | 28 de febrero al 7 de marzo | 28 de febrero al 7 de marzo | 28 de febrero al 7 de marzo | 28 de febrero al 7 de marzo |  |             | 15 y 21 de marzo | 15 y 21 de marzo | 15 y 21 de marzo | 15 y 21 de marzo |  |
|  |                             |                             |                             |                             |   |                    |                     |                     |                     |                     |  |                    |                             |                             |                             |                             |  |             |                  |                  |                  |                  |  |
|  |                             |                             |                             |                             |   |                    |                     |                     |                     |                     |  |                    |                             |                             |                             |                             |  |             |                  |                  |                  |                  |  |
|  | Florencia Cicles            | 2                           | 4                           | 6                           |   |                    |                     |                     |                     |                     |  |                    |                             |                             |                             |                             |  |             |                  |                  |                  |                  |  |
|  | Florencia Cicles            | 2                           | 4                           | 6                           |   |                    |                     |                     |                     |                     |  |                    |                             |                             |                             |                             |  |             |                  |                  |                  |                  |  |
|  | Nueva Chicago (R)           | 2                           | 1                           | 3                           |   |                    |                     |                     |                     |                     |  |                    |                             |                             |                             |                             |  |             |                  |                  |                  |                  |  |
|  | Nueva Chicago (R)           | 2                           | 1                           | 3                           |   | Florencia Cicles   | 2                   | 1                   | 3                   |                     |  |                    |                             |                             |                             |                             |  |             |                  |                  |                  |                  |  |
|  |                             |                             |                             |                             |   | Florencia Cicles   | 2                   | 1                   | 3                   |                     |  |                    |                             |                             |                             |                             |  |             |                  |                  |                  |                  |  |
|  |                             |                             | Matienzo (Romang)           | 6                           | 3 | 9                  |                     |                     |                     |                     |  |                    |                             |                             |                             |                             |  |             |                  |                  |                  |                  |  |
|  | Matienzo (Romang)           | 3                           | Matienzo (Romang)           | 6                           | 3 | 9                  | 4                   | 7                   |                     |                     |  |                    |                             |                             |                             |                             |  |             |                  |                  |                  |                  |  |
|  | Matienzo (Romang)           | 3                           |                             |                             |   |                    |                     |                     |                     |                     |  |                    |                             |                             |                             |                             |  |             |                  |                  |                  |                  |  |
|  | Sportivo Villa Minetti      | 2                           | 1                           | 3                           |   |                    |                     |                     |                     |                     |  |                    |                             |                             |                             |                             |  |             |                  |                  |                  |                  |  |
|  | Sportivo Villa Minetti      | 2                           | 1                           | 3                           |   |                    |                     |                     |                     |                     |  | Cosmos (SF)        | 1                           | 3                           | 4                           |                             |  |             |                  |                  |                  |                  |  |
|  |                             |                             |                             |                             |   |                    |                     |                     |                     |                     |  | Cosmos (SF)        | 1                           | 3                           | 4                           |                             |  |             |                  |                  |                  |                  |  |
|  |                             |                             | Matienzo (Romang)           | 1                           | 0 | 1                  |                     |                     |                     |                     |  |                    |                             |                             |                             |                             |  |             |                  |                  |                  |                  |  |
|  | Cosmos (SF)                 | 4                           | Matienzo (Romang)           | 1                           | 0 | 1                  | 0                   | 4                   |                     |                     |  |                    |                             |                             |                             |                             |  |             |                  |                  |                  |                  |  |
|  | Cosmos (SF)                 | 4                           |                             |                             |   |                    |                     |                     |                     |                     |  |                    |                             |                             |                             |                             |  |             |                  |                  |                  |                  |  |
|  | Defensores del Oeste        | 1                           | 1                           | 2                           |   |                    |                     |                     |                     |                     |  |                    |                             |                             |                             |                             |  |             |                  |                  |                  |                  |  |
|  | Defensores del Oeste        | 1                           | 1                           | 2                           |   | Sportivo del Norte | 1                   | 2                   | 3 (3)               |                     |  |                    |                             |                             |                             |                             |  |             |                  |                  |                  |                  |  |
|  |                             |                             |                             |                             |   | Sportivo del Norte | 1                   | 2                   | 3 (3)               |                     |  |                    |                             |                             |                             |                             |  |             |                  |                  |                  |                  |  |
|  |                             |                             | Cosmos (SF) (p.)            | 1                           | 2 | 3 (4)              |                     |                     |                     |                     |  |                    |                             |                             |                             |                             |  |             |                  |                  |                  |                  |  |
|  | Sportivo del Norte          | 0                           | Cosmos (SF) (p.)            | 1                           | 2 | 3 (4)              | 6                   | 6                   |                     |                     |  |                    |                             |                             |                             |                             |  |             |                  |                  |                  |                  |  |
|  | Sportivo del Norte          | 0                           |                             |                             |   |                    |                     |                     |                     |                     |  |                    |                             |                             |                             |                             |  |             |                  |                  |                  |                  |  |
|  | Estrellas de Talleres       | 1                           | 0                           | 1                           |   |                    |                     |                     |                     |                     |  |                    |                             |                             |                             |                             |  |             |                  |                  |                  |                  |  |
|  | Estrellas de Talleres       | 1                           | 0                           | 1                           |   |                    |                     |                     |                     |                     |  |                    |                             |                             |                             |                             |  | Cosmos (SF) | 0                | 0                | 0                |                  |  |
|  |                             |                             |                             |                             |   |                    |                     |                     |                     |                     |  |                    |                             |                             |                             |                             |  | Cosmos (SF) | 0                | 0                | 0                |                  |  |
|  |                             |                             | Atlético San Jorge          | 1                           | 1 | 2                  |                     |                     |                     |                     |  |                    |                             |                             |                             |                             |  |             |                  |                  |                  |                  |  |
|  | Barrio Oeste (G)            | 0                           | Atlético San Jorge          | 1                           | 1 | 2                  | 2                   | 2                   |                     |                     |  |                    |                             |                             |                             |                             |  |             |                  |                  |                  |                  |  |
|  | Barrio Oeste (G)            | 0                           |                             |                             |   |                    |                     |                     |                     |                     |  |                    |                             |                             |                             |                             |  |             |                  |                  |                  |                  |  |
|  | Atlético San Jorge          | 9                           | 4                           | 13                          |   |                    |                     |                     |                     |                     |  |                    |                             |                             |                             |                             |  |             |                  |                  |                  |                  |  |
|  | Atlético San Jorge          | 9                           | 4                           | 13                          |   | Unión (BdI)        | 0                   | 1                   | 1                   |                     |  |                    |                             |                             |                             |                             |  |             |                  |                  |                  |                  |  |
|  |                             |                             |                             |                             |   | Unión (BdI)        | 0                   | 1                   | 1                   |                     |  |                    |                             |                             |                             |                             |  |             |                  |                  |                  |                  |  |
|  |                             |                             | Atlético San Jorge          | 5                           | 5 | 10                 |                     |                     |                     |                     |  |                    |                             |                             |                             |                             |  |             |                  |                  |                  |                  |  |
|  | Juventud Unida (B)          | 0                           | Atlético San Jorge          | 5                           | 5 | 10                 | 1                   | 1                   |                     |                     |  |                    |                             |                             |                             |                             |  |             |                  |                  |                  |                  |  |
|  | Juventud Unida (B)          | 0                           |                             |                             |   |                    |                     |                     |                     |                     |  |                    |                             |                             |                             |                             |  |             |                  |                  |                  |                  |  |
|  | Unión (BdI)                 | 1                           | 1                           | 2                           |   |                    |                     |                     |                     |                     |  |                    |                             |                             |                             |                             |  |             |                  |                  |                  |                  |  |
|  | Unión (BdI)                 | 1                           | 1                           | 2                           |   |                    |                     |                     |                     |                     |  | Atlético San Jorge | 2                           | 7                           | 9                           |                             |  |             |                  |                  |                  |                  |  |
|  |                             |                             |                             |                             |   |                    |                     |                     |                     |                     |  | Atlético San Jorge | 2                           | 7                           | 9                           |                             |  |             |                  |                  |                  |                  |  |
|  |                             |                             | Bartolomé Mitre (P)         | 2                           | 0 | 2                  |                     |                     |                     |                     |  |                    |                             |                             |                             |                             |  |             |                  |                  |                  |                  |  |
|  | Williams Kemmis             | 1                           | Bartolomé Mitre (P)         | 2                           | 0 | 2                  | 2                   | 3 (1)               |                     |                     |  |                    |                             |                             |                             |                             |  |             |                  |                  |                  |                  |  |
|  | Williams Kemmis             | 1                           |                             |                             |   |                    |                     |                     |                     |                     |  |                    |                             |                             |                             |                             |  |             |                  |                  |                  |                  |  |
|  | San Martín (PA) (p.)        | 1                           | 2                           | 3 (3)                       |   |                    |                     |                     |                     |                     |  |                    |                             |                             |                             |                             |  |             |                  |                  |                  |                  |  |
|  | San Martín (PA) (p.)        | 1                           | 2                           | 3 (3)                       |   | San Martín (PA)    | 0                   | 1                   | 1                   |                     |  |                    |                             |                             |                             |                             |  |             |                  |                  |                  |                  |  |
|  |                             |                             |                             |                             |   | San Martín (PA)    | 0                   | 1                   | 1                   |                     |  |                    |                             |                             |                             |                             |  |             |                  |                  |                  |                  |  |
|  |                             |                             | Bartolomé Mitre (P)         | 1                           | 1 | 2                  |                     |                     |                     |                     |  |                    |                             |                             |                             |                             |  |             |                  |                  |                  |                  |  |
|  | Colón (San Lorenzo)         | 2                           | Bartolomé Mitre (P)         | 1                           | 1 | 2                  | 1                   | 3                   |                     |                     |  |                    |                             |                             |                             |                             |  |             |                  |                  |                  |                  |  |
|  | Colón (San Lorenzo)         | 2                           |                             |                             |   |                    |                     |                     |                     |                     |  |                    |                             |                             |                             |                             |  |             |                  |                  |                  |                  |  |
|  | Bartolomé Mitre (P)         | 3                           | 1                           | 4                           |   |                    |                     |                     |                     |                     |  |                    |                             |                             |                             |                             |  |             |                  |                  |                  |                  |  |
|  | Bartolomé Mitre (P)         | 3                           | 1                           | 4                           |   |                    |                     |                     |                     |                     |  |                    |                             |                             |                             |                             |  |             |                  |                  |                  |                  |  |
|  |                             |                             |                             |                             |   |                    |                     |                     |                     |                     |  |                    |                             |                             |                             |                             |  |             |                  |                  |                  |                  |  |

- Nota: En cada llave, el equipo que ocupa la primera línea es el que define la serie como local.

### Octavos de final
| Fechas                     | Local en la ida              | Global       | Local en la vuelta         | Ida | Vuelta |
| -------------------------- | ---------------------------- | ------------ | -------------------------- | --- | ------ |
| 31 de enero y 7 de febrero | Nueva Chicago (Reconquista)  | 3:6          | Florencia Cicles           | 2:2 | 1:4    |
| 31 de enero y 7 de febrero | Sportivo Villa Minetti       | 3:7          | Matienzo (Romang)          | 2:3 | 1:4    |
| 31 de enero y 7 de febrero | Defensores del Oeste         | 2:4          | Cosmos (Santa Fe)          | 1:4 | 1:0    |
| 31 de enero y 7 de febrero | Estrellas de Talleres        | 1:6          | Sportivo del Norte         | 1:0 | 0:6    |
| 30 de enero y 7 de febrero | Atlético San Jorge           | 13:2         | Barrio Oeste (Gálvez)      | 9:0 | 4:2    |
| 31 de enero y 9 de febrero | Unión (Bernardo de Irigoyen) | 2:1          | Juventud Unida (Barrancas) | 1:0 | 1:1    |
| 31 de enero y 7 de febrero | San Martín (Pavón Arriba)    | 3:3 (3:1 p.) | Williams Kemmis            | 1:1 | 2:2    |
| 31 de enero y 7 de febrero | Bartolomé Mitre (Pérez)      | 4:3          | Colón (San Lorenzo)        | 3:2 | 1:1    |

### Cuartos de final
| Fechas             | Local en la ida         | Global       | Local en la vuelta           | Ida | Vuelta |
| ------------------ | ----------------------- | ------------ | ---------------------------- | --- | ------ |
| 14 y 21 de febrero | Matienzo (Romang)       | 9:3          | Florencia Cicles             | 6:2 | 3:1    |
| 14 y 21 de febrero | Cosmos (Santa Fe)       | 3:3 (4:3 p.) | Sportivo del Norte           | 1:1 | 2:2    |
| 16 y 22 de febrero | Atlético San Jorge      | 10:1         | Unión (Bernardo de Irigoyen) | 5:0 | 5:1    |
| 14 y 21 de febrero | Bartolomé Mitre (Pérez) | 2:1          | San Martín (Pavón Arriba)    | 1:0 | 1:1    |

### Semifinales
| Fechas                     | Local en la ida         | Global | Local en la vuelta | Ida | Vuelta |
| -------------------------- | ----------------------- | ------ | ------------------ | --- | ------ |
| 28 de febrero y 6 de marzo | Matienzo (Romang)       | 1:4    | Cosmos (Santa Fe)  | 1:1 | 0:3    |
| 29 de febrero y 7 de marzo | Bartolomé Mitre (Pérez) | 2:9    | Atlético San Jorge | 2:2 | 0:7    |

### Final
| Fechas           | Local en la ida    | Global | Local en la vuelta | Ida | Vuelta |
| ---------------- | ------------------ | ------ | ------------------ | --- | ------ |
| 15 y 21 de marzo | Atlético San Jorge | 2:0    | Cosmos (Santa Fe)  | 1:0 | 1:0    |

|                                        |
|                                        |
| Campeón Atlético San Jorge 1.er título |